# Krąków
Krąków – wieś w Polsce położona w województwie łódzkim, w powiecie sieradzkim, w gminie Warta. Znajduje się w odległości ok. 9 km od miasteczka Warty.

## Historia
Pierwsza wzmianka z 1138 roku dotyczy darowania wsi przez księcia Mieszka Starego klasztorowi w Kościelnej Wsi. W XV wieku była własnością Krąkowskich herbu Trąby, w 2 poł. XVIII w. należała do Czartkowskich herbu Korab, z których Wincenty, dzierżawca niedalekiej Brodni stał się niechlubnym bohaterem pamiętnika Kazimierza Deczyńskiego, wykorzystanym przez Leona Kruczkowskiego w jego powieści "Kordian i cham". Właścicielami wsi byli Gołembowscy, Jabłkowscy i Kołodziejscy.
W latach 1975–1998 miejscowość administracyjnie należała do województwa sieradzkiego.

## Zabytki
Ruiny dworu stojącego na widocznym z dala wzgórzu.
Z dawnego założenia dworskiego ocalały spichlerz i kuźnia.
Według rejestru zabytków Narodowego Instytutu Dziedzictwa na listę zabytków wpisane są obiekty:
- dwór, 1 poł. XIX w., nr rej.: 780/A z 28.11.1969
- spichlerz, 1 poł. XIX w., nr rej.: 1630/A z 11.08.1974